# Klaus-Dieter Schmidt (Fußballspieler, 1960)
Klaus-Dieter Schmidt (* 7. März 1960) ist ein ehemaliger deutscher Fußballspieler.

## Werdegang
Der Mittelfeldspieler Klaus-Dieter Schmidt wechselte im Sommer 1982 zum TuS Schloß Neuhaus aus Paderborn, der gerade in die 2. Bundesliga aufgestiegen war. Er feierte sein Zweitligadebüt am 16. April 1983 beim 1:1 gegen Hannover 96. Er kam in den sieben letzten Saisonspielen zum Einsatz und erzielte dabei ein Tor, konnte aber den Abstieg der Neuhäuser nicht verhindern.